# Ровнопольский сельский совет (Гуляйпольский район)
Ровнопольский сельский совет (укр. Рівнопільська сільська рада) — входит в состав
Гуляйпольского района
Запорожской области
Украины.
Административный центр сельского совета находится в 
с. Ровнополье
.

## История
- 1958 — дата образования.

## Населённые пункты совета
- с. Ровнополье
- с. Яблоково